# I-23
El I-23 (イ-23?) fue un submarino portaaviones del Tipo B1 de la Armada Imperial Japonesa que participó brevemente en la Segunda Guerra Mundial hasta su desaparición en febrero de 1942.

## Descripción
El I-23, con un desplazamiento de 2.600 t en superficie, tenía la capacidad de sumergirse hasta 100 m, desarrollando entonces una velocidad máxima de 8 nudos, con una autonomía de 96 millas náuticas a una velocidad reducida de 3 nudos. En superficie, su autonomía era de 14.000 millas náuticas a una velocidad de crucero de 16 nudos, desarrollando una velocidad máxima de 23,6 nudos. Trasportaba un hidroavión biplaza de reconocimiento Yokosuka E14Y conocido por los Aliados como Glen, almacenado en un hangar hidrodinámico en la base de la torre de la vela.

## Historial
En la Segunda Guerra Mundial el I-23 tuvo una breve participación, pues resultó desaparecido apenas a los tres meses de iniciarse las hostilidades. Cuando se dirigía a Hawái previamente al ataque a Pearl Harbor tuvo problemas en uno de los ejes de sus hélices debido a fallos en un motor diésel, quedando rezagado del resto de naves. Tras patrullar al norte de las islas, el 13 de diciembre se dirige a la costa oeste de los Estados Unidos, donde ataca a dos buques, el petrolero Agwiworld y el transporte Dorothy Phillips, sin conseguir hundir ninguno, aunque este último encalla debido a los daños en su timón.
El 1 de febrero de 1942 sobrevivió a un ataque aéreo por parte de aparatos del USS Enterprise mientras se encontraba en Kwajalein. No pudo sumergirse inmediatamente al encontrarse amarrado al I-26, por lo que sufre daños en la primera oleada de ataque. Un marinero muere ametrallado y las provisiones en cubierta empiezan a arder. Un impacto próximo de bomba tiene la buena fortuna de apagar el incendio. Tras sumergirse y perder todos los suministros en cubierta, se descubre que varios depósitos de combustible han sido perforados, con lo que el I-23 se desplaza dejando un visible rastro de combustible, situación que se mantiene pese a las reparaciones de emergencia llevadas a cabo posteriormente.
Durante la Operación K, el segundo bombardeo a Pearl Harbor, el I-23 debía estacionarse diez millas al sur de esta base para facilitar información meteorológica y rescatar a las tripulaciones de los hidroaviones Kawanishi H8K que iban a llevar a cabo el ataque en caso de que fuesen derribados, pero tras informar el 14 de febrero de su posición al sur de Oahu, el submarino desapareció sin más comunicaciones ni informes de ataque por parte estadounidense.